# محطة قطار سيدي جابر
محطة قطار سيدي جابر هي المحطة الرئيسية الثانية في الإسكندرية لـسكك حديد مصر، وتوجد في حي سيدي جابر بوسط الإسكندرية الحديثة، وتمر بها قطارات السفر إلى القاهرة وبعض المدن الرئيسية في مصر، بالإضافة إلى قطارات الخط الداخلي (خط قطار أبو قير) الذي يربط بين محطة الإسكندرية وأبو قير شرق الإسكندرية.
تم إنشاء محطة سيدي جابر مع إنشاء أول خط سكك حديدية في مصر وأفريقيا، كانت سيدي جابر في ذلك الوقت خارج حدود مدينة الإسكندرية، إلا أن التوسعات المتلاحقة بالمدينة بعد إنشاء خط ترام الرمل جعلت من مركز سيدي جابر أحد الأحياء الجديدة بالمدينة، حتى أصبح حي سيدي جابر مركز مدينة الإسكندرية الحديثة حالياً.

## التطويرات الحديثة
تعدّ الإسكندرية المصيف الأهم في مصر، وتستقبل ما يزيد عن 3 ملايين مصطاف سنويا، وتستقبل محطة سيدي جابر عدداً كبيراً من المصطافين، نظرا لقربها من مناطق إقامة المصطافين في حي المنتزه بالمقارنة مع محطة الإسكندرية (محطة مصر)، ولذلك فقد أصبح من الضروري تطوير المحطة لتستوعب الأعداد المتزايدة من المسافرين، فقامت شركة سكك حديد مصر بإطلاق مشروع لتطوير المحطة في عام 2009.
المشروع عبارة عن إنشاء مركز تجاري أعلى أرصفة محطة سيدى جابر مكون من طابقين علويين مجهز بسلالم متحركة ومصاعد وتكييف مركزي وأنظمة إنذار ومكافحة الحريق. بالإضافة إلى إنشاء جراج متعدد الطوابق بأرض نادى السكة الحديد يسع حوالى 600 سيارة ومسطحات خضراء ومن المقرر الانتهاء من التطويرات مطلع عام 2012.
ويشتكي رواد المحطة من عدم وجود نفق للمرور بين الارصفة واضطرارهم للمرور من علي قضبان الحديد الامر الذي اودي بحياة العديد من الافراد اخرها في شهر أبريل 2011.

## وصلات خارجية
- الموقع الرسمي لمحافظة الإسكندرية